# Special Olympics Pakistan
Special Olympics Pakistan est un programme officiellement reconnu de Special Olympics International qui opère au Pakistan en tant qu'organisation à but non lucratif et travaille avec des personnes handicapées mentales et les aide par la participation à des sports,,.
Special Olympics est une organisation internationale à but non lucratif visant à donner aux personnes ayant une déficience intellectuelle les moyens de devenir des membres respectés de la société grâce à l'entraînement sportif et à la compétition. Fondée en 1968 par Eunice Kennedy Shriver, Special Olympics propose tout au long de l'année des entraînements et des compétitions sportives à 2,5 millions d'adultes et d'enfants handicapés mentaux dans 180 pays.
Special Olympics Pakistan a été créé en 1989 avec environ 20 athlètes inscrits. L'organisation compte maintenant plus de 28 500 athlètes inscrits, plus de 750 entraîneurs et plus de 3 000 bénévoles avec plus de 320 compétitions organisées d'ici 2018.

## Sports
Special Olympics Pakistan propose des entraînements sportifs et organise des compétitions de type olympique dans 11 sports d'été et 3 sports d'hiver,.

## Financement
Le gala annuel de collecte de fonds est organisé et constitue l'une des principales sources de revenus avec les dons et les commandites,.